# Teodor Durski
Teodor Durski (ur. 1976) – polski artysta, grafik, malarz, autor instalacji i prac wideo.
Urodził się, mieszka i pracuje w Łodzi. Studia na ASP im. Wł. Strzemińskiego w Łodzi (1998-2003). W 2003 uzyskał dyplom z wyróżnieniem z zakresu projektowania dywanu i gobelinu poszerzony o malarstwo i grafikę.  Jest artystą młodego pokolenia, który brał udział w licznych ogólnopolskich i międzynarodowych wystawach i jest laureatem wielu znaczących nagród.
Działalność artystyczna
Teodor Durski jest przede wszystkim twórcą wielobarwnych grafik przedstawiających charakterystycznie dla artysty przekształcone postacie ludzkie. Wielkoformatowe grafiki wykonane w technice serigrafii (obejmujące nawet całe sale wystawowe) są  najbardziej znaną wizytówką artysty. Charakteryzuje je wyrazisty kontur, syntetyzm formy oraz intensywna kolorystyka – cechy bliższe plakatowi czy malarstwu niż tradycyjnej grafice. Prace Durskiego wyróżnia dbałość o konstrukcję kompozycji i techniczną jakość wykonania. Grafiki te niosą ze sobą liczne konotacje semantyczne i możliwości interpretacyjne. Artysta tworzy w ostatnich latach również prace malarskie o bardzo zbliżonych cechach, w których nowością jest wprowadzenie elementów  autoportretu (cykl portretów trumiennych). W ostatnich pracach graficznych nagrodzonych na Międzynarodowym Triennale Grafiki w Krakowie artysta wyeliminował postać ludzką pozostawiając jedynie coś na kształt jej opakowania.
Nagrody i wyróżnienia
- 2003 – Konkurs im. Władysława Strzemińskiego, Łódź, nagroda główna Rektora ASP.
- 2003 – Triennale Grafiki Polskiej, Katowice, nagroda regulaminowa
- 2004 – Nagroda „Dyplom roku 2003”
- 2004 – IV Ogólnopolski Konkurs Graficzny "Triennale Tczewskie 2004", III Nagroda.
- 2005 – XII Międzynarodowa Wystawa Małych Form Grafiki, Łódź, Medal Honorowy.
- 2009 – Międzynarodowe Triennale Grafiki Kraków 2009, Nagroda Firmy Canson

Wybrane wystawy indywidualne
- 2004 – Grafika, Galeria Amcor Rentsch, Łódź
- 2005 – Grafika, Fejkiel Gallery, Kraków
- 2005 – Grafika, Galeria Opus, Łódź
- 2006 – Grafika, ABC Gallery, Poznań
- 2007 – Grafika, Galeria Oko dla Sztuki 2, Krakowska Szkoła Wyższa, Kraków
- 2008 – Malarstwo, „Ad Intra”, Galeria Bałucka Miejskiej Galerii Sztuki, Łódź
- 2008 – Grafika, Galeria Grafiki i Plakatu, ul. Hoża 40, Warszawa
- 2009 – Grafika, „Ad Extra”, Galeria Bielska BWA, Bielsko-Biała
- 2011 – Grafika, „Grafvideo” Galeria Bałucka Miejskiej Galerii Sztuki, Łódź
- 2011 – Grafika, malarstwo, „Utoya” BWA Sokół, Nowy Sącz
- 2012 – Grafika, „Ligati", Galeria Opus, Łódź

Wybrane wystawy zbiorowe
- 2012 - "Graf/o/mania", wystawa zbiorowa, Galeria Awangarda, BWA Wrocław - Galerie Sztuki Współczesnej, Wrocław
- 2012 - "Formatowanie galerii", wystawa zbiorowa, Jan Fejkiel Gallery, Kraków
- 2012 - "Gorące kasztany", wystawa zbiorowa Stowarzyszenia Twórców Kultury i Sztuki Kamienica 56 oraz Rynku Sztuki w Galerii Stowarzyszenia Kamienica 56, Łódź